# 王之琦
王之琦，浙江山阴人，是一名清朝政治人物。
王之琦曾于雍正十年(1732年)接替张嗣昌任漳州府知府一职，雍正十一年(1733年)由高元崑接任。